# Melanargia lydias
Melanargia lydias är en fjärilsart som beskrevs av Hans Fruhstorfer 1917. Melanargia lydias ingår i släktet Melanargia och familjen praktfjärilar. Inga underarter finns listade i Catalogue of Life.